# Progress D-27
Il Progress D-27 è un motore propfan prodotto dalla sovietica e poi ucraina Ivchenko-Progress e attualmente utilizzato sugli Antonov An-70.

## Sviluppo

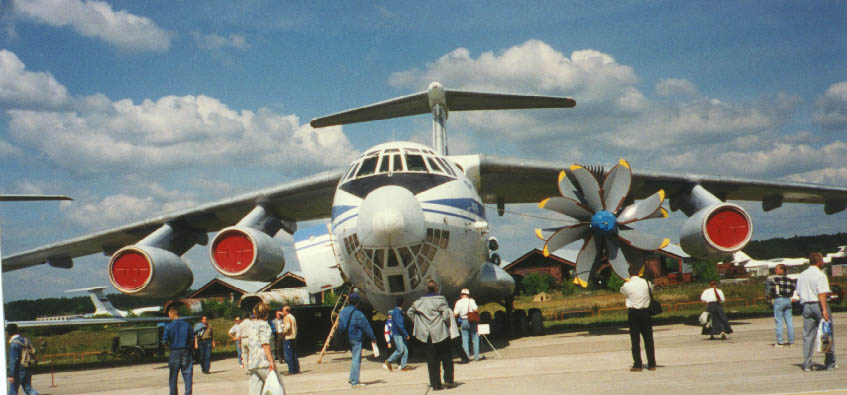
Progress D-27 installato su un Il-76LL al MAKS del 1997

Lo sviluppo del D-27 è stato avviato nel 1985 partendo dal Progress D-236, un propfan sperimentale derivato dal Lotarev D-36. Il motore ha iniziato i voli di prova nel 1992 installato su un Il-76LL modificato e venne presentato al pubblico per la prima volta al MAKS del 1993.
Il 16 dicembre 1994 volarono per la prima volta installati su un Antonov An-70, rendendolo il primo aeromobile della storia a volare propulso completamente da motori propfan.
A causa delle difficili condizioni economiche nelle quali versavano le repubbliche ex-sovietiche, lo sviluppo del D-27, così come quello dell'An-70, subì un notevole rallentamento: i primi D-27 in servizio operativo furono quelli dei due An-70 consegnati all’aeronautica ucraina nel gennaio 2015. Nel 2019 il ministero della difesa russo ha annunciato l’intenzione di attivare la produzione del Beriev A-42, uno sviluppo del Beriev A-40 che potrebbe essere equipaggiato con due D-27.
Oltre che per l’An-70 e l’A-42, il D-27 è stato pensato anche per i mai realizzati Antonov An-180 e Yakovlev Yak-46.

## Tecnica
Salvo dove specificamente indicato, tutte le informazioni sono tratte da Jane's Aero Engines, pp.371-373.

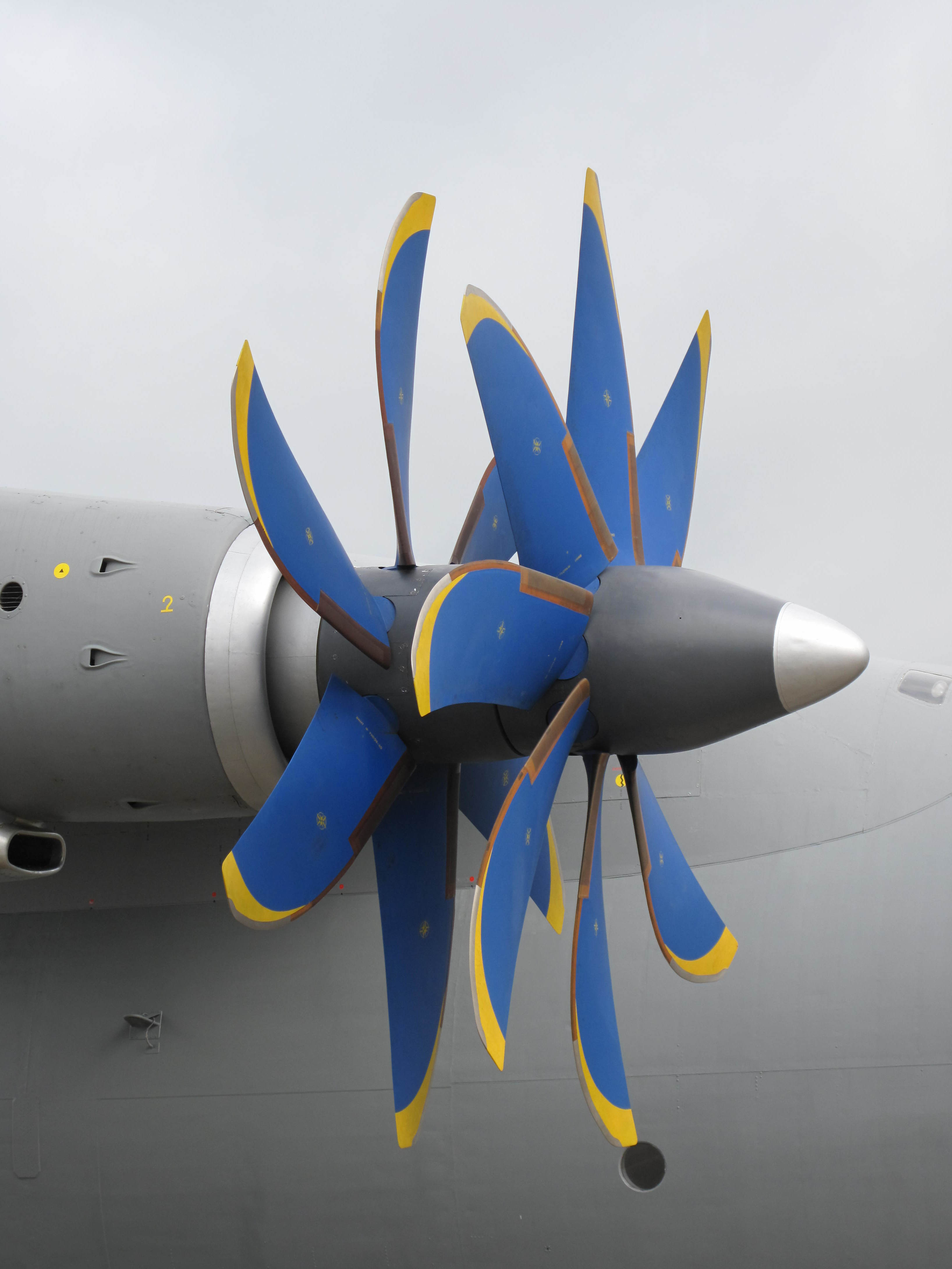
Dettaglio delle eliche controrotanti del D-27

Il D-27 è un motore a 3 alberi ed è dotato di due eliche controrotanti SV-27 di 4,50 m di diametro composte da pale (8 per l’elica anteriore e 6 per quella posteriore) realizzate in materiali compositi.
Il compressore di bassa pressione è diviso in 5 stadi e presenta inlet guide vanes all’ingresso del primo stadio, il compressore di alta pressione è diviso in 2 stadi seguiti da 1 stadio di compressore centrifugo. Il rapporto di compressione totale dei due compressori è di 29,25. La camera di combustione è di tipo anulare.
La turbina di alta pressione è costituita da 1 stadio e trascina il compressore di alta pressione, la turbina di media pressione è anch’essa costituita da 1 stadio e trascina il compressore di bassa pressione mentre la turbina di bassa pressione, divisa in 4 stadi, trascina le eliche; l’albero della turbina di bassa pressione è collegato a un ingranaggio epicicloidale che consente alle eliche di ruotare nelle direzioni opposte.
Il motore è dotato di un FADEC a due canali che in caso di avaria totale è sostituito da un sistema di controllo idromeccanico.

### Controversia sulla tipologia di motore
Sebbene il D-27 sia commercializzato come propfan, sono stati sollevati diversi dubbi sulla corretta definizione della tipologia di appartenenza. L’inesistenza di una definizione standard per propfan non consente di inquadrare questo motore in una tipologia esatta, ma una condizione condivisa per definire un propfan è che le pale delle eliche siano direttamente collegate alla turbina: nel D-27 le eliche ruotano alla stessa velocità della turbina di bassa pressione perché non vi è nessun riduttore di velocità.
Nella letteratura specializzata il D-27 viene generalmente indicato come turboelica in quanto, nella configurazione propfan, la spinta è prodotta con contributi rilevanti sia dall’elica sia dal flusso caldo, mentre in un turboelica la spinta prodotta dal ciclo caldo ammonta a circa il 10-15% del totale.

## Versioni
Dei seguenti derivati, nessuno ha visto la realizzazione a causa del lento sviluppo nel quale si sono imbattuti l’An-70 e il motore stesso.
- D-27A: versione proposta nel 1994 per il Beriev A-42 da 14 000 hp.[7]
- D-27M: versione proposta da 16 000 hp.[8]
- D-127: turboalbero da 14 500 hp previsto per i Mil Mi-26 la cui produzione avrebbe dovuto iniziare nel 1998.
- D-227: propfan da 17 000 hp pensato per l’Antonov An-170, uno sviluppo dell’An-70, e proposto per il Tupolev Tu-334.
- D-527: progetto di turbofan ad alto rapporto di bypass con due fan controrotanti pensato per il Tu-334.
- D-627: turbofan ad alto rapporto di bypass da 110 kN con due fan controrotanti a velocità diverse.
- D-727 (in seguito Al-727): turbofan ad alto rapporto di bypass pensato per l’An-70T e per lo Yak-46, mai realizzati.